# Alue Buket
Alue Buket is een bestuurslaag in het regentschap Aceh Utara van de provincie Atjeh, Indonesië. Alue Buket telt 884 inwoners (volkstelling 2010).